# 민중민주파
민중민주파(民衆民主派, People's Democracy Faction; PD)는 마르크스주의의 사회-철학적 전통을 중시하는 사회주의계의 1980년대 대한민국에서 시작된 진보주의 운동의 한 갈래이다. 평등파(平等派)라고도 한다. 대한민국 사회를 신식민지국가독점자본주의로 규정하고, 사회 변혁 방법으로는 민중민주주의혁명론에 따르며, 사상적으로는 마르크스주의의 영향을 받았다. 단일한 지도 이념에 따라 통일된 조직을 형성한 민족해방(NL) 계열과 달리, 본래부터 단일 정파는 아니며 몇 개 정파가 독립적으로 형성되어 조직적으로도 분립된 양상을 보여왔다. 더불어, 민족 모순을 대한민국 사회의 주요 모순으로 파악하는 민족해방 계열에 반해, 민중민주 계열은 이를 민족 모순이 아닌 계급 모순으로 파악한다.
계급 투쟁의 관점에서 주로 노동 운동을 중심으로 사고하며, 남한 혁명의 주도권을 노동계급이 쥐어야 한다고 주장한 점에서 민족 해방 세력과 대립했다. 이후 한국사회당 다수와 민주노동당 일부를 이루게 되었다. 민주노동당의 제파-PD 계열 평등파는 2008년 민주노동당에서 탈당한 뒤, 진보신당을 창당하였고 그후 2012년에 해산했다. 진보신당에 있던 사람들은 사회민주주의 성향으로 이탈한 계파와 제파-PD의 성격을 간직한 계파로 나뉘게 되는데, 전자는 정의당으로 후자는 노동당으로 갔다.

## 분파

### 제파-PD
'반제반파쇼민중민주주의'의 약자이다. 범세계적인 마르크스주의에 기초한 노선이며, NLPDR노선을 비판했던 그룹이다. 명목상 PD계파에 속하지만, 혁명론에 있어서 통일적인 관점이 없었다. 조선민주주의인민공화국에 대해 상당히 비판적이고 주체사상 노선을 거부하였으며, 독자적인 노선을 추구했다는 점에서 특이점이 있다. 이 노선에 기초한 분파는 대표적으로 인천지역민주노동자연맹(약칭 인민노련)이 있었다.

### 제독-PD
'반제반독점민중민주주의'의 약자로 신식민지국가독점자본주의론을 기초로 하여 대한민국 사회의 성격을 바라본 PD파 그룹이다. NLPDR(민족해방민중민주주의혁명론)의 이론도 흡수했기에, NLPDR의 한 분파로도 인식된다. 민족 해방 계열의 식민지반자본주의사회론 또는 식민지반봉건론에 맞서는 이론으로서, 대한민국과 제국주의 사이의 종속성을 부정할 수는 없지만, 대한민국의 식민지성은 일제강점기와 다르기에 신식민지라고 주장한다. 또한 대한민국 사회의 자본주의가 국가와 결탁하고, 독점이 강화되는 양상을 띄었다고 본다. 더불어 대한민국 사회의 모순을 민중 대 파쇼 체제, 또는 모든 노동 대 모든 독점자본 사이의 모순이라고 파악한다.
또한, 민중민주는 사회주의적 성향을 가지고 있기 때문에, 자국민 뿐만 아니라, 세계에서 일어나는 금융적 착취 또한 부정한다. 이는 경제에서의 자립을 주장하며, 결국 궁극적 목표 중 하나가 경제적 민족주의의 실현인 민족해방과 다른 입장이라고 할 수 있다. 때문에 민중민주 사상은 서양의 프리드리히 엥겔스, 게오르기 플레하노프의 입장과 매우 같다고 할 수 있다.
신식민지국가독점자본주의론의 맹아는 1980년대 민주화 운동 단체인 민청련 내부의 C.N.P(시민적 민주변혁-민족민주변혁-민중민주변혁) 논쟁에서 발견할 수 있으며, 1985년 《창작과 비평》 통권 57호(부정기간행물) 〈한국 자본주의 논쟁〉에 실린 박현채의 논문 〈현대 한국사회의 성격과 발전단계에 관한 연구(I)-한국 자본주의의 성격을 둘러싼 종속이론 비판〉은 국가독점자본주의론의 출발점이 되었다고 평가된다.
1980년대 말 윤소영 교수를 비롯한 현실과 과학 그룹이 '독점 강화 종속 심화' 테제를 중심으로 신식민지국가독점자본주의론의 핵심 명제를 구체화했다. 당시 '이정로'라는 필명을 쓰던 백태웅도 <노동해방문학>에 실은 '한국 사회의 성격과 노동자 계급의 임무'라는 글에서 '신식민지국가독점자본주의론'을 주장했다. 다만, 이 글에 대해서는 "이론적 배경이 튼튼했던 것은 아니었다"는 평가가 있다.

## 같이 보기
- 윤소영
- 박현채
- 민족해방파(NL)
- 다함께
- 이진경
- 심상정
- 노회찬
- 진중권
- 백기완
- 김문수
- 이재오
- 노동당 (대한민국) (PD파포괄정당)

## 참고자료
- 배영대 기자 (2007년 1월 3일). “학생운동 `80년 광주` 거치며 미국과 결별”. 중앙일보. 2012년 7월 7일에 원본 문서에서 보존된 문서. 2008년 1월 2일에 확인함.
- 진중권 중앙대 교수 (2008년 2월 9일). “손석춘 씨에게 묻는다.”. 프레시안. 2008년 11월 12일에 확인함.